# MultiProcessor Specification
MultiProcessor Specification (сокр. MPS, рус. МногоПроцессорная Спецификация) для x86-архитектуры — открытый стандарт, описывающий интерфейс между операционной системой и микрокодом процессора, позволяющий им работать с x86-совместимыми процессорами во многопроцессорной конфигурации.
Версия 1.1 спецификации была выпущена 11 апреля 1994 года.
Версия 1.4 спецификации была выпущена 1 июля 1995 года.
Спецификация описывает APIC-архитектуру.
Было объявлено, что ядро Linux и FreeBSD поддерживают Intel MPS.
Существует утилита «mptable», которую можно использовать для проверки поддержки мультипроцессорности по таблице материнских плат.

## Дополнительные источники
- http://www.intel.com/design/pentium/datashts/242016.htm
- MPS-спецификация 1.4 (май 1997)
- http://www.uruk.org/mps/